# Peucedanum alpinum
Peucedanum alpinum är en flockblommig växtart som först beskrevs av Philipp Franz von Siebold och Schult., och fick sitt nu gällande namn av Brian Laurence Burtt och Peter Hadland Davis. Peucedanum alpinum ingår i släktet siljor, och familjen flockblommiga växter. Inga underarter finns listade i Catalogue of Life.